# Bahnhof Apolda
Der Bahnhof Apolda ist ein Durchgangsbahnhof an der Bahnstrecke Halle–Bebra in der mittelthüringischen Kreisstadt Apolda. Er wurde am 1. April 1890 eröffnet.

## Lage
Der Bahnhof liegt am Rand des Stadtteils Heusdorf am nordöstlichen Ende der Bahnhofstraße. Das Gelände wird im Süden und im Westen durch die Bahnhofstraße sowie im Norden durch die Sulzaer Straße begrenzt. Im Norden des Durchgangsbahnhofs liegt das ehemalige Gleisfeld sowie im Osten und Westen die Bahnhofsvorfelder. Die Entfernung zum Stadtzentrum beträgt ungefähr ein Kilometer. Der Bahnhof Apolda liegt am Streckenkilometer 71,68.

## Geschichte des Bahnhofs

### Das Bahnhofsgebäude von 1846
Es ist nicht genau bekannt, wann der erste Bahnhof in Apolda gebaut und eingeweiht wurde. Das Gebäude war zweigeschossig und dem Klassizismus zuzuordnen. Es befanden sich verschiedene Warteräume für die 1., 2. und 3. Klasse im Bahnhof sowie zwei Restaurants, ein Fahrkartenschalter, ein Telegraphen- und ein Gepäckbüro. Vor dem Bau des Stellwerks waren außerdem Räumlichkeiten für signaltechnische Anlagen dort untergebracht. Im Obergeschoss gab es eine Wohnung für den Bahnhofsvorsteher sowie andere Räume für das Personal der Eisenbahn.

### Das Bahnhofsgebäude von 1890

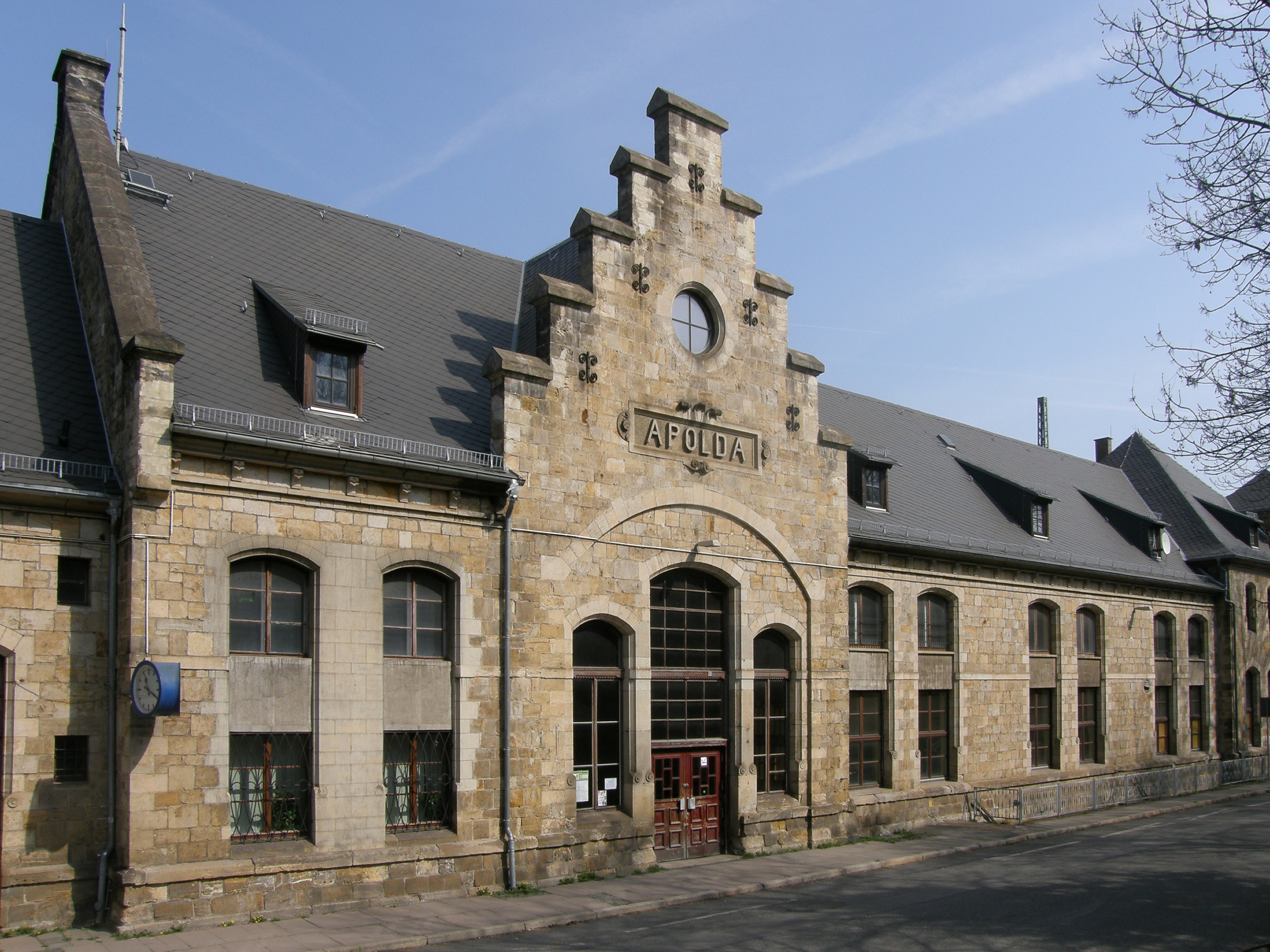
Straßenansicht des Empfangsgebäudes

Der Bahnhof Apolda wurde in der Nacht vom 24. zum 25. September 1884 durch ein großes Feuer zerstört. Über diesen Brand berichtete das „Apoldaer Tageblatt“ am 26. September 1884:

„Das Stationsgebäude unseres Bahnhofes steht als Ruine da. Gegen 4.00 Uhr wurde unsere Feuerwehr alarmiert, ‚der Bahnhof brennt!‘ war das Alarmzeichen. Kurz nach 4.00 Uhr war die erste Spritze zur Stelle, die ihre Tätigkeit an der Nordseite des brennenden Stationsgebäudes beginnen musste. 3.45 Uhr fertigte der diensthabende Stationsvorsteher noch einen Güterzug ab, kaum die Gefahr des Brandes bemerkt und um 4.00 Uhr stand bereits die Nordseite des Gebäudes in vollen Flammen. Nach wenigen Minuten brannte der Dachstuhl in seiner ganzen Ausdehnung und die Aufgabe der Feuerwehr konnte nur sein, das Feuer auf den Dachstuhl des ganzen Gebäudes zu beschränken. Die Landspritze kam gegen 4:15 Uhr in Aktion und alles Material, was der hiesigen Stadt an Löschapparaten zur Verfügung steht, war kurz darauf auch Stelle. Trotzdem gelang es nicht, das Gebäude insoweit zu retten, dass die erste Etage und die Parterrelokalitäten verschont blieben, das Feuer griff mit solcher Heftigkeit um sich, dass selbst die Parterrelokalitäten durch die herunterstürzenden brennenden Balken nach der Nordseite hin, in welcher sich die Restaurationslokalitäten befinden, vollständig zerstört wurden. Verschont blieben von den ganzen Gebäuden nur das Billet-, Telegraphen- und Gepäckbüro, insoweit wenigstens, als das Feuer nicht direkt auf diese Lokale einwirken konnte. Man nimmt an, dass der Brand schon vor 3:00 Uhr morgens entstanden ist, wunderbar ist allerdings, dass an dieser Stelle, wo der Dienst einen Teil des Beamtenpersonals die ganze Nacht hindurch wach hält, wo man die Gefahr nicht rechtzeitig ahnen konnte.“

Des Weiteren schrieb das „Thüringer Tageblatt“ am 27. September 1884:

„Unser Bahnhof bietet heute ein Bild der Verwüstung. Das Stationsgebäude ist total niedergebrannt, die Südseite desselben, die man gestern noch zu retten glaubte, ist ebenfalls vollkommen zerstört, sodass nur noch die Umfassungsmauern stehen geblieben sind.“

Daraufhin beabsichtigte die Königliche Eisenbahndirektion Erfurt, auf der stadtwärtigen Seite des Bahngeländes eine Baracke zu errichten, um dort verschiedene Büros und gastronomische Einrichtungen unterzubringen. Diese Fachwerk-Baracke stammte aus Roßlau, welches heute zu Dessau-Roßlau gehört und in Sachsen-Anhalt liegt. Vom dortigen Bahngelände wurde ein provisorischer Bau abgetragen und in Apolda neu aufgebaut. Dieser vorübergehende Bahnhofsbau, welcher sich zwischen heutigem Bahnhof und Güterbahnhof befand, wurde am Sonntag, den 14. Dezember 1884, in Betrieb genommen. Erst zwei Jahre später wurde von der Königlichen Eisenbahndirektion Erfurt ein Entwurf für ein neues Bahnhofsgebäude vorgelegt. Dieser Handlung waren zahlreiche Mahnungen und Beschwerden von Bürgern und Gewerbetreibenden vorausgegangen, die die schlechte Anbindung an das Eisenbahnnetz nicht länger hinnehmen wollten. Weitere drei Jahre später begann man am 4. Februar 1889 mit dem Neubau des Gebäudes auf den Grundmauern des alten, abgebrannten Bahnhofs. Bereits am 12. August des gleichen Jahres war der Mittelbau rohbaufertig und konnte kurz darauf seiner Bestimmung übergeben werden. Schon gegen Ende des Jahres 1893 wurde der provisorische Bau aus Roßlau versteigert, sodass man am 2. April des darauffolgenden Jahres mit den Planierungsarbeiten begonnen werden konnte. Der neue Bahnhof wurde am 1. April 1890 eröffnet. Das Gebäude ist vollkommen aus Sandstein erbaut, in einer Stilmischung aus deutscher und italienischer Neurenaissance. Es ist durch kleine Türmchen und Ziergiebel verziert.

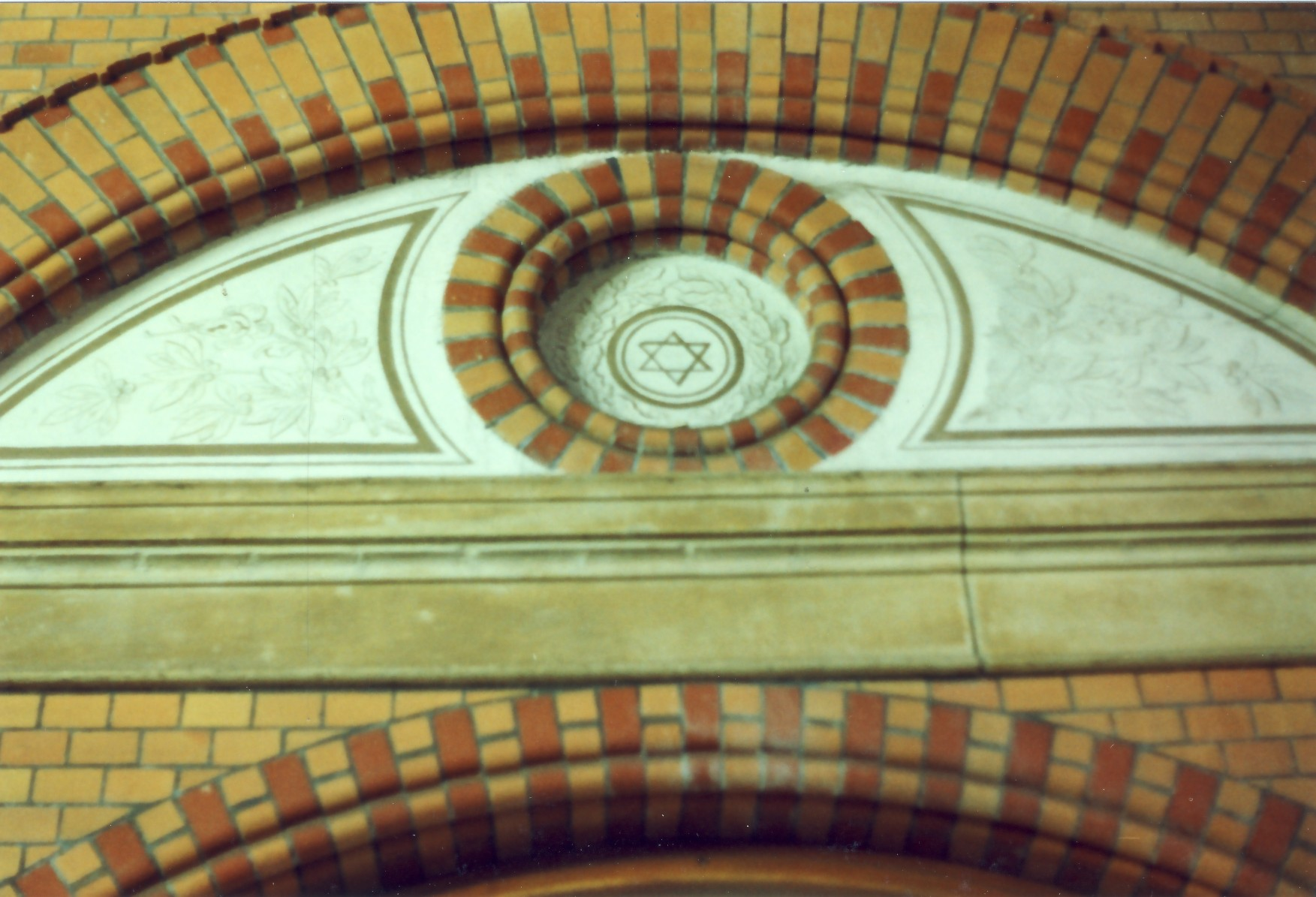
Innenbemalung mit Davidstern in einer Rosette

Die Bahnsteige erhielten im Zeitraum 1905 bis 1908 eine Oberflächenbefestigung sowie eine Überdachung. Dies geschah auf Grund einer Petition der Stadt Apolda an die Königliche Eisenbahndirektion Erfurt. Des Weiteren wurde im Jahr 1906 eine Unterführung zwischen beiden Bahnsteigen gebaut. Im Ersten Weltkrieg wurde das Bahngelände als Kriegsverpflegungsanstalt genutzt, wozu einige Baracken errichtet wurden. In diesem Zeitraum wurde außerdem eine Abortanlage errichtet. Sie wurde um den Jahreswechsel 1922/1923 wegen zu großer Geruchsbelästigung abgerissen.
Zu den Besonderheiten bei der Ausmalung des innen in Klinkerbauweise errichteten Empfangsgebäudes gehört die Ausstattung mit Zeichen aus der Symbolik der Freimaurer, aber auch eines Davidsterns, der kein traditionelles Logen-Symbol war. Bislang ist ungeklärt, welche Bedeutung diese Markierung hat.

## Der Bahnhof heute

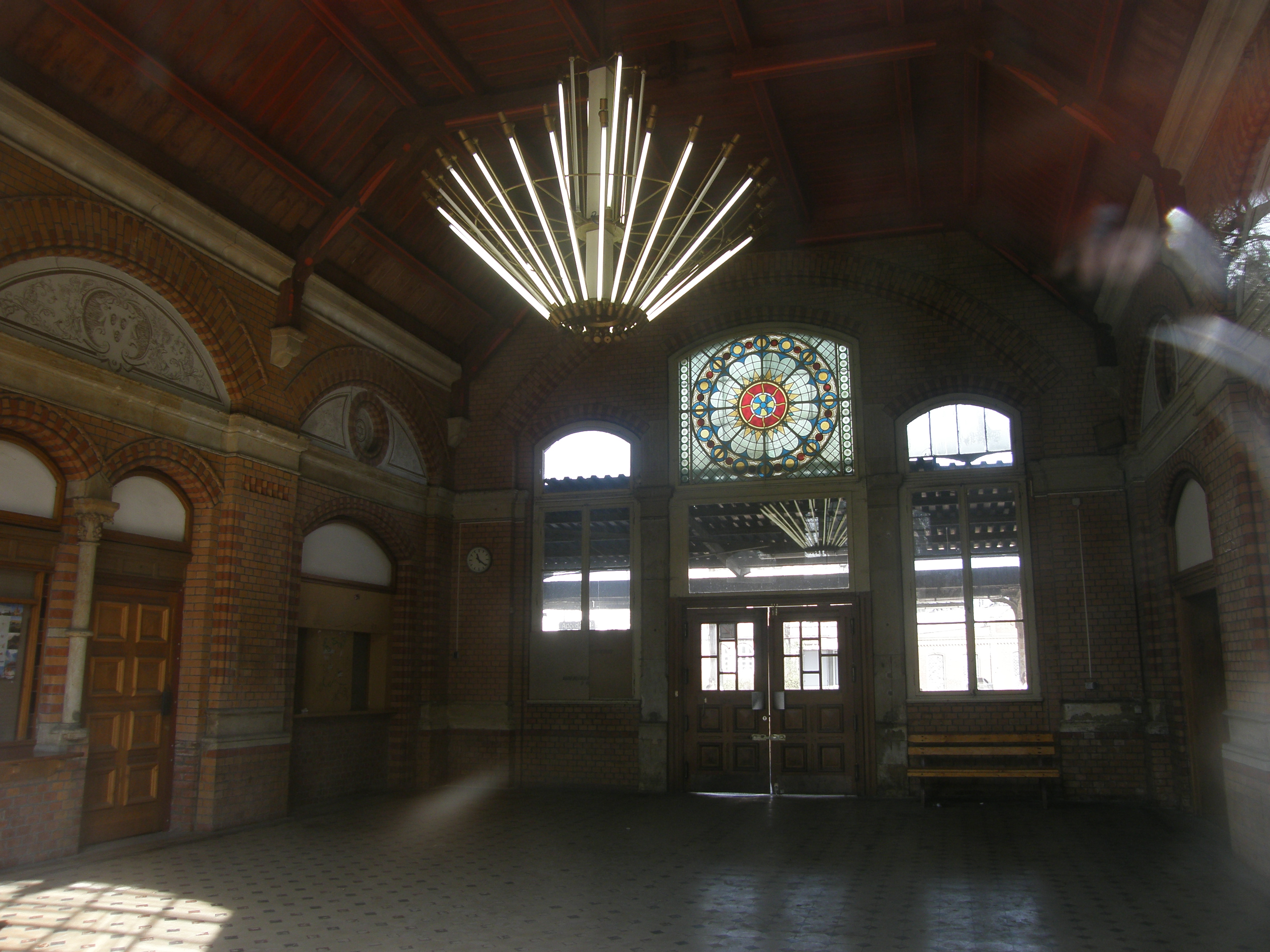
Empfangshalle

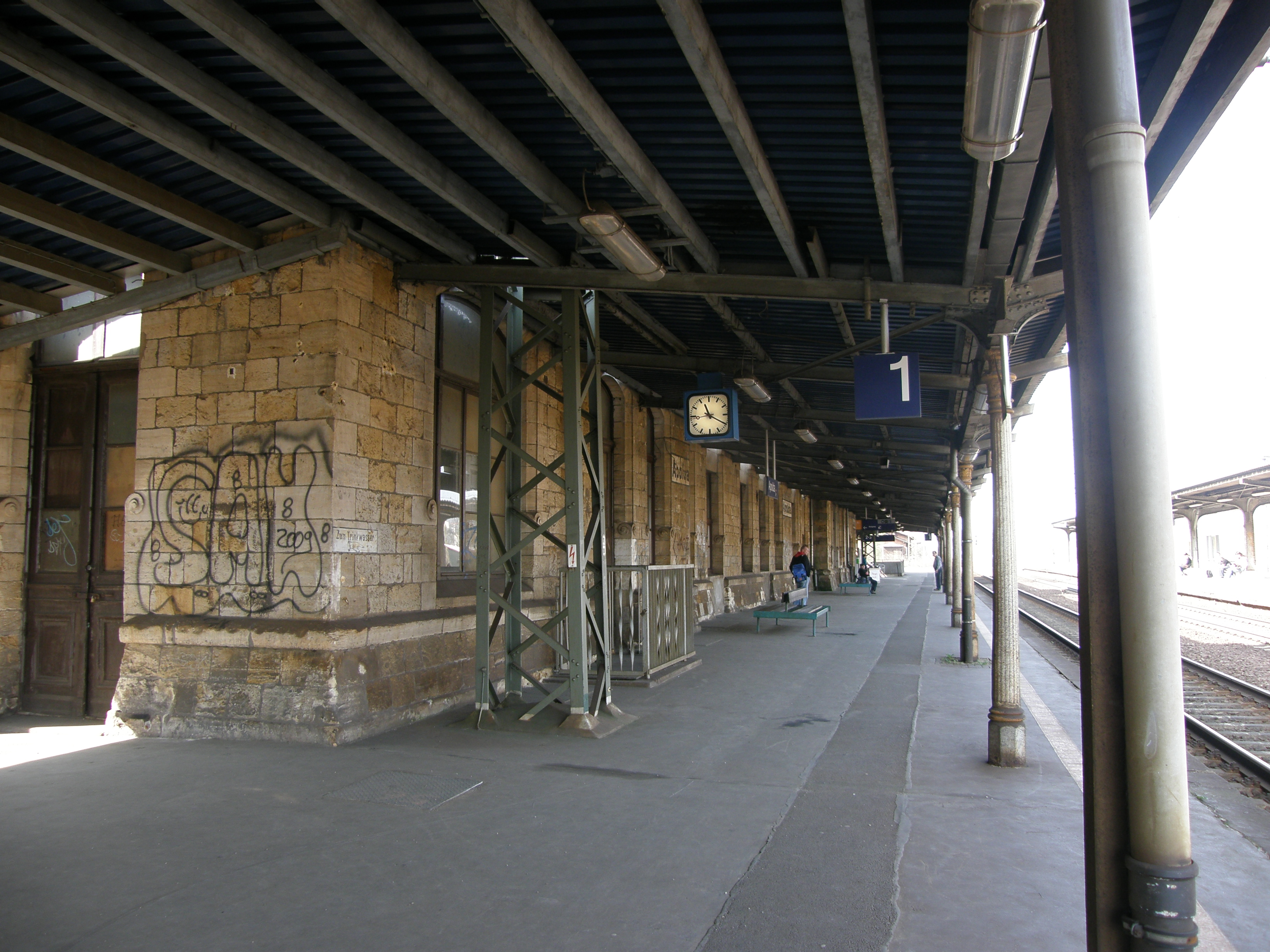
Hausbahnsteig vor dem Umbau, 2009

### Empfangsgebäude und Bahnsteige
Das Empfangsgebäude wurde zuletzt in den Jahren 1988/1989 einer Renovierung unterzogen. Dabei wurde die Außenfassade gereinigt und die Innenräume einer Verschönerung unterzogen. Bereits 1953 wurde der bis dahin offene Fahrkartenschalterraum in mehrere Arbeitsräumlichkeiten unterteilt und eine Zwischendecke eingezogen. Die Fahrkartenschalter sind unter der Woche nur teilweise besetzt. Toiletten stehen nicht zur Verfügung. Es befindet sich ein Kiosk in der Empfangshalle. Teile der Räumlichkeiten wurden zudem von einem Taxi-Unternehmen und der Stadt Apolda für Seminare genutzt. Der unmittelbar neben dem Personenbahnhof an dessen Ostseite gelegene Rangierbahnhof ist stillgelegt und abgerissen worden.
Die Strecke wird vom elektronischen Stellwerk Apolda gesteuert.
Der Hausbahnsteig war 297 Meter lang und 34 Zentimeter hoch. Er wurde, ebenso wie der andere Bahnsteig, zwischen 1905 und 1908 überdacht und befestigt. Die Unterführung zwischen beiden Bahnsteigen wurde 1906 gebaut. Der Bahnsteig zwischen den Gleisen 2 und 3 war 377 Meter lang und 55 Zentimeter hoch.
Zwischen Oktober 2012 und Herbst 2013 wurde der Bahnhof in mehreren Bauphasen modernisiert und barrierefrei ausgebaut. Zuerst wurden die Fußgängerunterführung neu errichtet und der Bahnsteig 1 neu gebaut. Anschließend erfolgte der Umbau der Bahnsteige 2 und 3. Die Bahnsteige sind durch Rampe und Aufzug erschlossen und mit Wetterschutzhäusern sowie einem Blindenleitsystem ausgestattet. Durch Verlängerung der Fußgängerunterführung wurde ein Zugang zur künftigen ÖPNV-Schnittstelle der Stadt Apolda geschaffen. Zur Reisendeninformation stehen Dynamische Schriftanzeiger zur Verfügung. Die Kosten beliefen sich auf rund 5,5 Millionen Euro.
Nach dem Verkauf des Bahnhofsgebäudes wird es vom Eigentümer z. B. für Veranstaltungen und Ausstellungen genutzt. Des Weiteren kann man tagsüber kleine Snacks und Getränke in der Bahnhofshalle erwerben.
| Gleis | Länge in m | Höhe in cm | Nutzung               |
| ----- | ---------- | ---------- | --------------------- |
| 1     | 245        | 55         | Richtung Großheringen |
| 2     | 245        | 55         | Richtung Weimar       |
| 3     | 175        | 55         | einzelne Züge         |

### Bahnhofsvorplatz

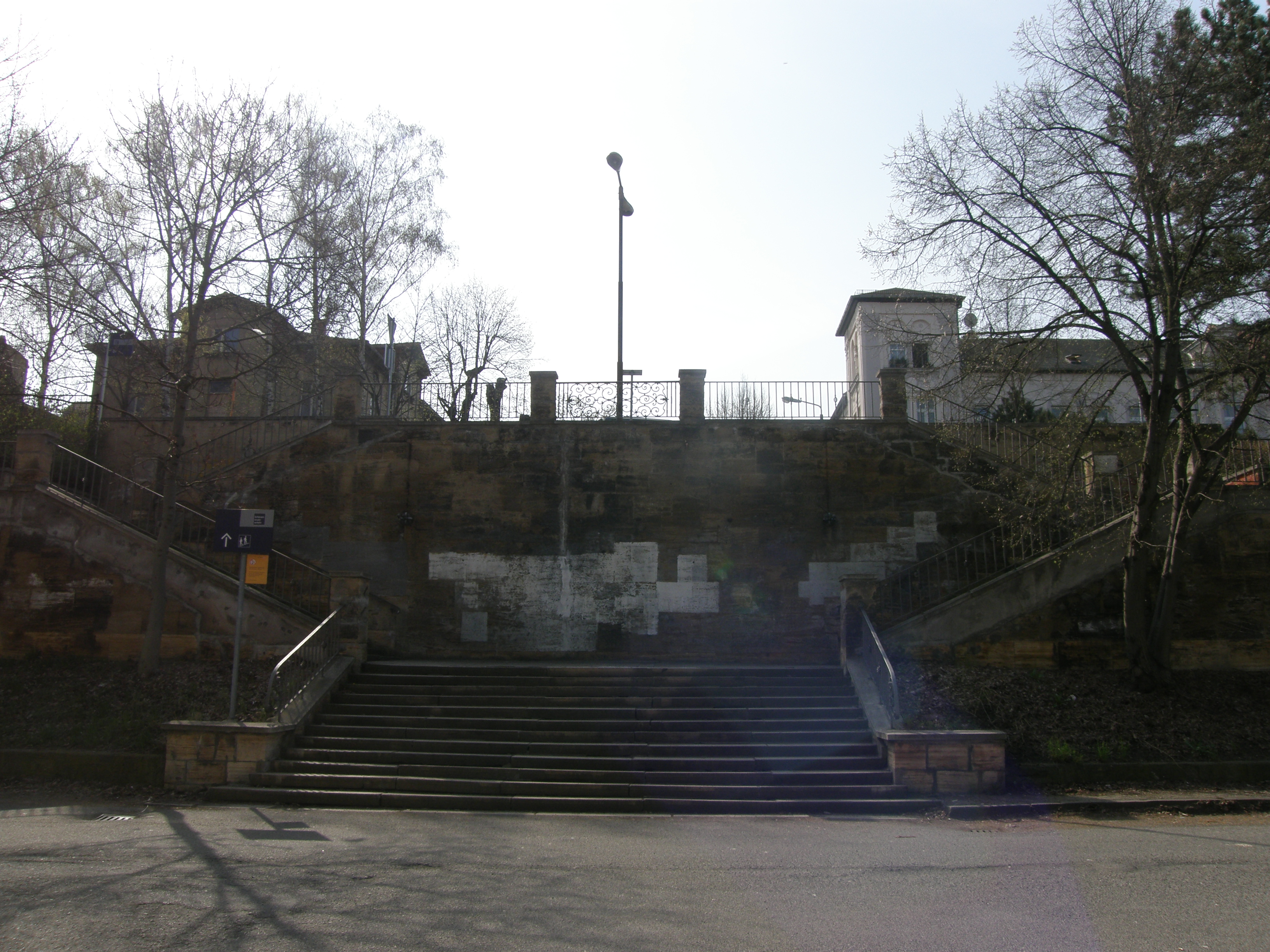
Freitreppe

Der Bahnhof Apolda verfügt über keinen direkten Vorplatz, lediglich über eine Zufahrtsstraße, welche als Sackgasse mit Wendeschleife nur über die Bahnhofstraße zu erreichen ist. Diese wurde im Jahr 1989 anlässlich des 100-jährigen Bahnhofjubiläums saniert und 2016/2017 (im Vorfeld der 2017 in Apolda stattfindenden Landesgartenschau) komplett umgestaltet. Der linke und rechte Fahrbahnrand diente bis dahin als teilweise kostenpflichtige Parkmöglichkeit sowie als Taxistand. Ein weiterer Zugang zu dieser Straße und dem Bahnhof ist über die 1934 aus Ehringsdorfer Kalksandstein errichtete Freitreppe möglich.

### Modernisierung des Bahnhofsumfelds

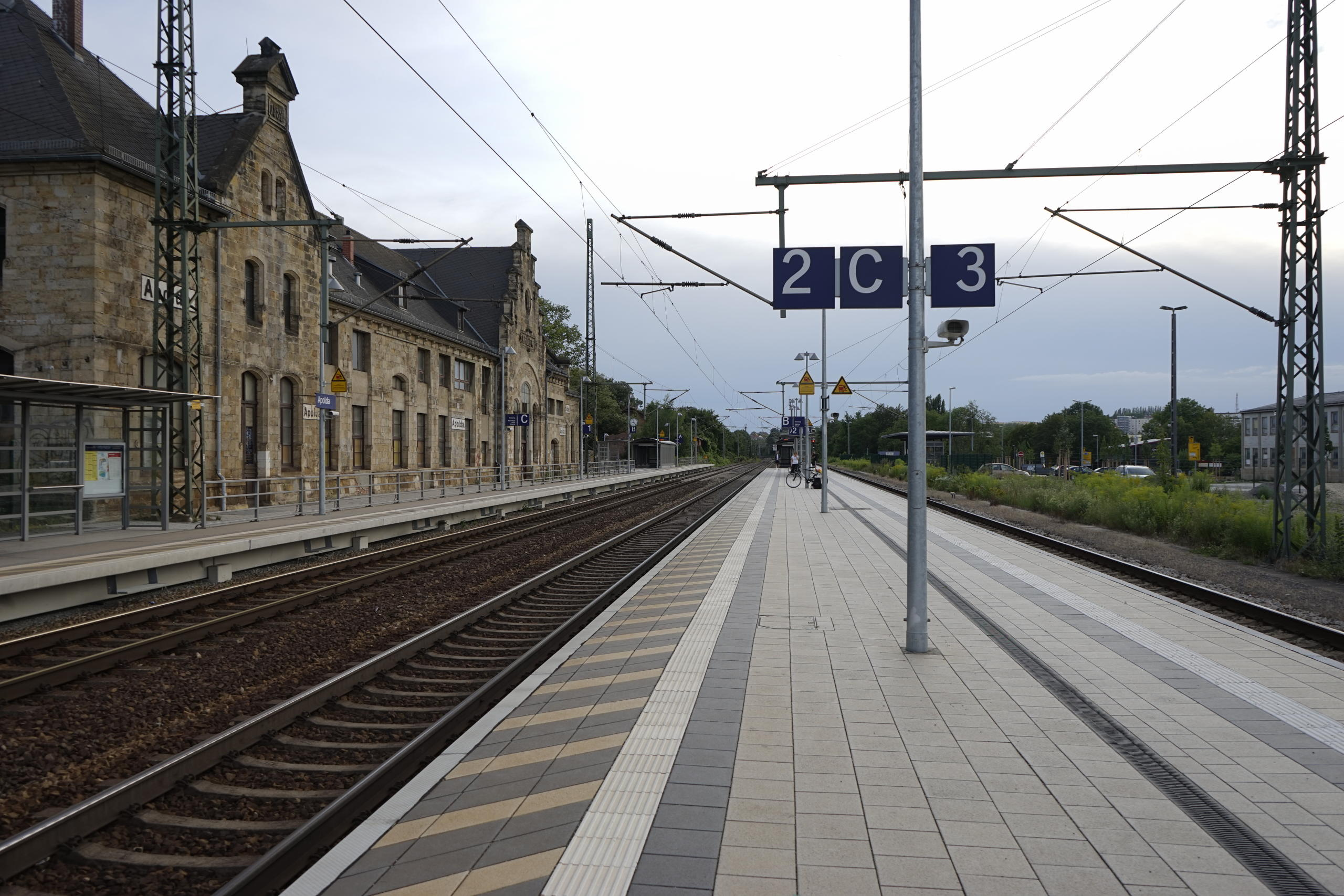
Bahnhof 2015

Die Stadt Apolda legte 2014 in Zusammenarbeit mit der Deutschen Bahn AG, einen Park-and-ride-Parkplatz auf dem ehemaligen Gleisfeld im Norden des Bahnhofsgebäudes an. Dort finden sich PKW- und Busparkplätze sowie eine Bushaltestelle. Für die bessere Erreichbarkeit des Platzes erfolgte ein Durchstich der Bahnsteigunterführung, die somit die Bahnsteige mit den neuen Parkplätzen verbindet. Am 29. Februar 2012 fand auf den ehemaligen Flächen des Güterbahnhofs der symbolische Spatenstich statt.
2021 wurden die Wände im Personentunnel des Bahnhofs mit Bildern versehen. Auch wurde hier eine Sendung des MDR „Mach dich ran“ gedreht.
Seit dem 17. November 2022 gibt es ein Video-Reisezentrum auf dem Park-and-ride-Parkplatz.

## Verkehrsanbindung
Im Fahrplanjahr 2024 wird der Bahnhof Apolda von folgenden Linien bedient:
| Linie                | Fahrtverlauf | Takt (min) | Betreiber                      |
| -------------------- | --- | ---------- | ------------------------------ |
| RE 16                | Halle(Saale) Hbf – Weißenfels – Naumburg(Salle) Apolda - Weimar - Erfurt                                             | 060        | Abellio Rail Mitteldeutschland |
| RB 20                | Eisenach Hbf – Gotha – Erfurt Hbf – Weimar – Apolda – Großheringen – Naumburg (Saale) Hbf – Weißenfels – Leipzig Hbf | 060        | Abellio Rail Mitteldeutschland |
| Stand: 06. Juni 2025 | |            |                                |

Da der Apoldaer Bahnhof außerhalb der Innenstadt liegt, ist für viele Fahrgäste eine Weiterfahrt per Bus nötig. Direkt vor dem Bahnhofsgebäude wurde – vor der Eröffnung des P+R-Parkplatzes – die Haltestelle „Bahnhof“ eingerichtet, welche werktags zwei Mal von sogenannten Midibussen angefahren wurde. Oberhalb der Freitreppe liegt die Haltestelle „Bahnhof/Freitreppe“, welche werktags 45 Mal und am Wochenende 15 Mal bedient wird. Nach der Eröffnung des P+R-Parkplatzes wurde die Haltestelle „Bahnhof“ dorthin verlegt. Nun fahren hier die Stadtbuslinie und im Regionalbusverkehr die Linien 280 Richtung Jena und 285 Richtung Bad Sulza ab. Betrieben werden die Busse durch die PVG Weimarer Land.

## Gedenkort

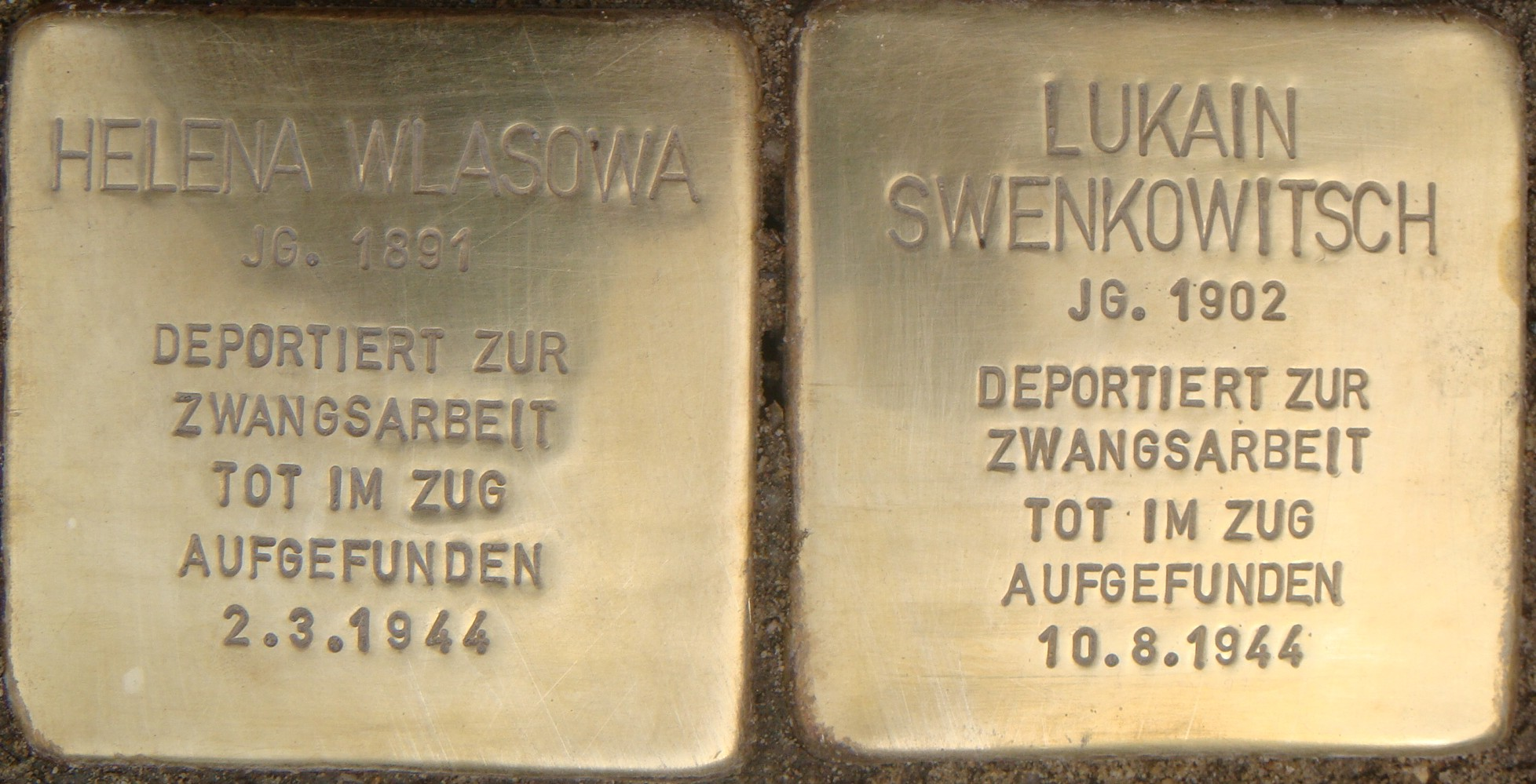
Stolpersteine für Opfer der Zwangsarbeit

An die Funktion des Bahnhofs in der Zeit des Zweiten Weltkrieges erinnern seit dem 18. August 2009 zwei sogenannte „Stolpersteine“, die von dem Kölner Aktionskünstler Gunter Demnig auf Anregung des Apoldaer Prager-Haus-Vereins vor dem Haupteingang verlegt wurden. Auf diesen Plaketten werden Namen und Lebensdaten zweier sowjetischer NS-Zwangsarbeiter genannt, welche im März bzw. August 1944 tot aus den Waggons entladen wurden, mit denen die Reichsbahn hunderte Personen zur Sklavenarbeit für Rüstungsfirmen nach Apolda transportierte.